# Хелвети
Хелветите били келтско племе или по-точно съюз от келтски племена.
Възникнали на територията на днешна Южна Германия, но през 1 век пр.н.е., по времето на конфликтите си с Римската република, те населявали по-голямата част от Швейцарското плато. Споменати са обширно в коментарите на Юлий Цезар за Галската война.
Според Цезар хелветите били разделени на 4 подгрупи, които той нарекъл паги. Докато Цезар споменава само вербигените и тигурините, Посидоний говори и за тойгенойци. Последните е възможно да са идентични с тевтоните, споменати от Тит Ливий. Античните писатели обикновено класифицират тевтоните като „германи“, а хелветите като „гали“, но тази етническа принадлежност е спорна.

## Етимология
Възможно е ендонимът „хелвети“ (Helvetii) да е възникнал от корена elw, който на уелски означава „печеля“, „облагодетелствам се“ и староирландската представка il-, означаваща „много“, „многочислен“.
Неолатинското име на Швейцария – Confoederatio Helvetica, съкратено Helvetia, дължи произхода си на хелветите.

## История
Първото споменаване на хелветите е открито на graffito (надпис, издраскан, изписан на някаква повърхност) на плавателен съд от Мантуа, датиращ от около 300 г. пр.н.е. Използващ етруски букви, надписът се чете eluveitie, което е преведено като етруската форма на келтското (h)elvetios – „хелветът“, вероятно отнасящо се до човек с хелветски произход, живеещ в Мантуа.
В своята „Естествена история“, датираща от 77 г., Плиний Стари представя основополагащ мит за заселването на келтите на територията на Цизалпийска Галия, който разказва за хелветски културен герой на име Хелико. Хелико работил в Рим като занаятчия, след което се завърнал у дома си в Алпите, като донесъл сушена смокиня, грозде, малко зехтин и вино. Сънародниците му също пожелали тези неща и това ги накарало да нападнат днешна Северна Италия.
Най-ранната историческа хроника, касаеща хелветите, принадлежи на гръцкия историк Посидоний (135 – 51 г. пр.н.е.), като негови фрагменти от трудове днес са запазени само косвено, посредством други текстове. Посидоний описал тези племена от късния 2 век пр.н.е. като „богати на злато, но мирни“, без да посочва конкретните територии, които населявали. Споменаването му за златото, което се извличало в реките, е използвано като доказателство за ранно хелветско населяване на Швейцарското плато и за р. Ем като една от златоносните реки. Днес това тълкуване основно се отхвърля, тъй като според същия разказ земите, които някои хелвети напуснали, за да се включат в нашествията на тевтоните, кимврите и амброните по-вероятно са били в днешна Южна Германия, а не в Швейцария.
Александрийският географ Клавдий Птолемей(90 – 168 г.), потвъждава, че хелветите първоначално населявали Южна Германия, като описва земите северно от Рейн като „напуснати от хелветите“ (Ελουητίον έρημος). Тацит твърди, че хелветите някога се заселили в откоса между реките Рейн и Майн и Херцинийската гора. Днес се счита, че напускането на първоначалните северни земи станало в късния 2 век пр.н.е. по време на първите германски нахлувания в римския свят, а тигурините и тойгенойците/тутонците са смятани за участници във великите нашествия.

## Първи срещи с римляните
Германските племена кимври и амброни вероятно достигнали Южна Германия около 111 г. пр.н.е., където се присъединили към тигурините и може би към тевтоните-тутоните-тойгенойците. Точната принадлежност на последните племена е въпрос, който остава отворен. Започналио съгласувано нашествие в Галия и в римската Provincia Narbonensis, т.е. Нарбонска Галия, което през 107 г. пр.н.е. донесло победа на тигурините над римската армия под ръководството на Луций Касий Лонгин близо до Agendicum, днешен Ажан, в която консулът бил убит. Според Цезар, триумфирайки, галите принудили пленените римляни да „минат под ярема“ – безчестие, което подкладило стремеж както за държавно, така и за лично отмъщение. Цезар е единственият, който представя така поражението; в историческите книги на Тит Ливий, в които също се говори за случая, но са запазени само в Periochae, т.е. кратко обобщение на съдържанието, се споменава за римските заложници, но не и за какъвто и да било ярем. През 105 г. пр.н.е. съюзниците разгромили друга римска армия близо до Arausio, днес Оранж, град във Франция, и се заели да опустошават Испания, Галия, Норик и Северна Италия. Разделили се на две групи през 103 г. пр.н.е. – тевтоните и амброните продължили по западния път през провинцията, а кимврите и тигурините прекосили Източните Алпи, вероятно при прохода Бренер. Първите били избити през 102 г. пр.н.е. от Гай Марий, а кимврите и тигурините презимували в долината на р. По. На следващата година Марий заличил и кимврите в битката при Верцела. Тигурините, които планирали да последват кимврите, се върнали обратно през Алпите с плячката си и се присъединили към онези хелвети, които не взели участие в нашествията.

## Цезар и походът му срещу хелветите от 58 г. пр.н.е.
Юлий Цезар разказва за враждата си с хелветите в своите Commentarii de Bello Gallico, Книга първа, глави 2 – 29. При използването на текста като исторически документ, обаче, трябва да се има предвид намерението на Цезар да рекламира собствените си постижения, което по всяка вероятност е изопачило значимостта на събитията и мотивите на участниците.
В първата книга от Коментарите, благородникът Оргеторикс е представен като предвождащ ново хелветско преселение, в което цялото племе напуснало дотогавашните си територии и установило превъзходство над всички гали. Това емигриране било усърдно планирано в продължение на три години, по което време Оргеторикс се сближил с двама благородници от съседни племена – Кастиций от секваните и Думнорикс от едуите. Това довело до отлъчването му, тъй като бива обвинен в заговор с тях с цел превземане на властта, престъпление, което се наказвало със смърт според законите на някои племена. Макар че Оргеторикс успява да избегне присъдата, като извикал 10 000 свои последователи и роби при себе си в съда, по-късно той бил преследван от хелветските магистрати и загинал при неизвестни обстоятелства.
При все това, хелветите напуснали домовете си през 58 г. пр.н.е., изгаряйки 12 опида (по-големи келтски селища, както ги наричал Цезар), 400 села и техните чифлици – ранен случай на прилагане на тактиката на опустошаване на земята, при която в случай на миграция всичко, което би могло да бъде полезно за врага впоследствие, се унищожава. Към хелветите се присъединили известен брой групи от племена от съседни региони – раураки, които населявали коляното на р. Рейн, латобриги, вероятно с територии около езерото Констанц, тулинги с неизвестен произход, навярно дори германско племе, и бои, които дотогава обсаждали Норея. Според Цезар тези народи напуснали земите си напълно, без да оставят човек след себе си, с намерението да се заселят в местността Сантони, днес Сентонж, намираща се приблизително между Поатие и Бордо.
Когато достигнали границите на алоброгите, най-северното племе в Нарбонска Галия, хелветите открили, че Цезар вече е сринал мост над р. Рона, намиращ се в днешна Женева, за да спре настъплението им. Те изпратили „най-прославените свои хора“ да преговарят за свободен коридор през провинцията. Цезар ги отпратил като поискал малко време за размисъл, което използвал за свикване на подкрепления и укрепване на източния бряг на Рона. Когато пратениците се завърнали на уговорената дата, той бил достатъчно силен, за да откаже предложението им. Това принудило хелветите да тръгнат по по-трудния северен път, преминаващ през територията на секваните и пресичащ планината Юра, но и заобикалящ провинцията. След като разграбили земите на едуите, които се обърнали към Цезар за помощ, хелветите започнали прекосяването на река Сона, което им отнело няколко дни. Когато на източния бряг останали само четвърт от силите, Цезар ги атакувал и разгромил. Според Цезар избитите били от племето тигурини, на които той отмъстил в името на Републиката и своето семейство. След битката римляните бързо построили мост над реката, с което подтикнали хелветите отново да изпратят пратеници. Този път те били водени от Дивико, друга личност, която Цезар свързал с позорното поражение от 107 г. пр.н.е., наричайки го bello Cassio dux Helvetiorum, т.е. „предводителят на хелветите от походът на Касий“. Всичко, което Дивико можел да предложи, било почти пълно отстъпление с идеята племената да се заселят където определи Цезар, макар че предложението било съпроводено и от заплаха за открита битка, ако Цезар откажел. Цезар пожелал да вземе заложници и да бъдат отпуснати репарации на едуите и алоброгите. На това Дивико отговорил, отнасяйки се към хелветите – „те бяха свикнали да взимат, а не да дават заложници; нещо, което римският народ може да потвърди“, с което още веднъж намекнал за римския разгром при Ажан.
В последвалата кавалерийска битка хелветите надделяли над едуите, съюзници на Цезар и ръководени от Думнорикс, и продължили по пътя си, а армията на Цезар била забавена от закъснелите доставки на провизии, което се дължало на подстрекателствата на Думнорикс, който се бил оженил за дъщерята на Оргеторикс. Някоко дни по-късно обаче, близо до едуиския опидум Бибракте, Цезар настигнал хелветите и последвалата генерална битка завършила с отстъпление на хелветите и заграбване на по-голямата част от имуществото им от римляните.
Изоставяйки повечето си провизии, хелветите прекосили близо 60 км за четири дни и достигнали земите на лингоните (днес платото при Лангър). Цезар не продължил след тях в продължение на три дни, но изпращал пратеници до лингоните, предупреждавайки ги да не съдействат на противниците му по никакъв начин. Тогава хелветите признали безусловното си поражение и се съгласили да предадат заложници и оръжията си на следващия ден. През нощта 6000 от вербигените избягали от лагера от страх да бъдат избити, бидейки беззащитни. Цезар изпратил ездачи, като им заповядал да ги върнат обратно и да бъдат „считани за врагове“, което най-вероятно означавало да бъдат продадени в робство.
С цел да защитават римските граници по р. Рейн, Цезар разрешил на хелветите, тулингите и латобрингите да се завърнат по предишните си територии и да съградят отново домовете си, като инструктирал алоброгите да ги снабдят със значително количество зърно. На боите, които съпровождали хелветите, било позволено да се заселят при едуите, които проявявали желание за това. Природата на тази спогодба не е определена в подробности от самия Цезар, но в речта си Балбо от 56 г. пр.н.е. Цицерон причислява хелветите към племената във foederati, т.е. съюзените народи, които нито били граждани на Рим, нито обект на интересите му, но били задължени с договор да го снабдяват с известен брой войници.
Като цяло трябва да се има предвид, че данните, за които претендират военните автори от античността, били силно преувеличени. Което Цезар твърди, че са били 368 000 души, според други източници те наброявали 300 000 (Плутарх), или 200 000 (Апиан). Според критически анализи дори тези числа са твърде големи. Фургер-Гунти счита армия от повече от 60 000 души за твърде невероятна като се имат предвид описваните тактики и предполага, че реалната бройка била около 40 000 воини от общо 160 000 емигранти. Делбрюк предлага още по-нисък набор от общо 100 000 души, от които едва 16 000 били войници, което би възлизало на половината римска сила – около 30 000 души. Реалните бройки никога не биха могли да се определят с точност. Въпреки това посочените от Цезар данни могат да бъдат подложени на съмнение дори при опит да си представим територията, която преселващи се 368 000 души биха покрили. Дори при силно намалената численост, която Фургер-Гунти използвал за изчисленията си, разстоянието би се простирало на поне 40 км, а може би дори и на 100 км.
Независимо колко още по-балансирана численост на армиите трябва да се има превдид, тази последна битка навярно била далеч не толкова славна, колкото я представил Цезар. Основната хелветска сила се оттеглила през нощта, изглежда изоставяйки повечето от тежкотоварните си каруци, които образували wagenburg, или буквално „укрепление от коли“, т.е. подвижна защита от същите, оформяща квадрат, която някои племена използвали. Те се насочили на север в тежък нощен поход и достигнали териториите на лингоните 4 дни след битката. Цезар представил това като отчаяно бягство без почивка, но по-скоро то е представлявало средно по скорост отстъпление, при което се покривали по-малко от 40 км на ден. Освен това, Цезар изглежда не е бил ликуващ победител, тъй като не успял да последва хелветите в продължение на три дни, „както заради раните на войниците, така и заради погребенията на посечените“. Въпреки това предупреждението му към лингоните изглежда било достатъчно да накара предводителите на хелветите отново да предложат мир. На основа на какво се сключил той е спорно, но както вече се спомена, изходът от битката хвърля известно съмнение върху считането ѝ за пълен разгром.
Тъй като представените от Цезар данни са значително повлияни политически, трудно е действително да се определи причината за хелветското преселение от 58 г. пр.н.е. Възможно е да то да се е дължало на келтско отстъпление от земи, които по-късно щели да станат германски. Спорно е дали изобщо са планирали да се заселят в Сентонж, както твърди Цезар. Без съмнение той е имал личен интерес да подчертае всякаква връзка между травматизиращите последствия от нахлуванията на кимврите и тевтонците преди половин век и твърдата заплаха, която били хелветите за римския свят. Ролята, която тигурините изиграли в разгрома на Луций Касий Лонгин и армията му била добре дошъл претекст за нападателна война срещу Галия, чиято продължителност позволила на Цезар не само да върне дълговете си на безбройните кредитори, но също така и допълнително да засили позицията му в Републиката. В тази връзка дори личността на Дивико, който взима участие в Коментарите половин век след победата си над Лонгин изглежда повече като поредния банален аргумент, служещ като оправдание за нападението на Цезар, отколкото като реална историческа фигура. Твърдението, че победителят от Ажан бил още жив през 58 г. пр.н.е., или ако наистина, че е имал физическите сили да поеме на такъв преход, е повече от съмнително. Въпреки това Дивико се превърнал в нещо като герой по време на патриотизираното настроение в Швейцария през 19 век и в курса на „интелектуална защита на родината“, популярен през 20 век.

## Хелветите като римски поданици
Хелветите и раураките най-вероятно загубили статуса си на foederati само 6 години след битката при Бибракте, когато през 52 г. пр.н.е. подкрепили Верцингеторикс със съответно 8000 и 2000 души. Някъде между 50 и 45 г. пр.н.е. римляните основали Colonia Iulia Equestris на хелветската територия Noviodunum (днешен Нион), а около 44 г. пр.н.е. на територията на раураките била установена Colonia Raurica. Навярно тези колонии имали за цел да контролират двата най-важни военни пътя между хелветските земи и останалата част на Галия, блокирайки коридора през Ронската долина и Съндгау.
Римското влияние в провинциите станало по-изявено по времето на император Август. Някои от традиционните келтски опиди като Виндониса и Базилея вече се използвали като гарнизони за легионите, други като хълмистото укрепление на Боа дьо Шате били преместени, а гражданите му основали новата си „столица“ на близкия Авентикум (Ажан). Отначало причислени към римската провинция Gallia Belgica, след това към Germania Superior и накрая по времето на Диоклециан – към Maxima Sequanorum, териториите на хелветите и техните обитатели били също толкова силно римлянизирани, колкото останалата част на Галия.

## Бунтовете от 68/69 г.
Последните записани действия на хелветите като племенна общност били скоро след смъртта на император Нерон през 68 г. По това време, подобно на другите галски племена, хелветите били организирани като civitas, или граждани на Римската империя. Впоследствие те дори възстановили първоначалното си устройство от 4 паги и се ползвали с известна вътрешна автономия, включително и с право на защита на няколко крепости от тяхна войска. В гражданската война, която последвала смъртта на Нерон, civitas Helvetorium, т.е. хелветските граждани, подкрепяли Галба. В неведение за смъртта му, те отказали да признаят властта на съперника му Вителий. XXI „Стремителен“ легион, разположен в местността Виндониса и служещ на Вителий, прихванал хелветски гарнизон, с който хелветите били заловили пратеници на Вителий и задържали римски отряд. Аулий Чечина Алиен, бивш поддръжник на Галба, тогава начело на армиите на Вителий в Италия, започнал масивна наказателна кампания, която разгромила хелветите под командването на Клавдий Север и изкоренила остатъците от силите им в планината Воцетий, избивайки и поробвайки хиляди. Столицата Авентикум се предала, а Юлий Алпиний, предвождащият това, на което вече се гледало като на хелветско въстание, бил екзекутиран. Въпреки размерите на загубите, които претърпели „гражданите“, според Тацит хелветите били спасени от тотално изтребление благодарение на молбата на Клавдий Колос, хелветски пратеник до Вителий, послужил си с „добре познатото си красноречие“, както го представил сам Тацит.

## Потвърдени и предполагаеми келтски опиди в Швейцария
Честотата на разпространение на латенски погребения в Швейцария индикира, че Швейцарското плато между Лозана и Винтертур било относително гъсто населено. Някогашни центрове на селища са открити в долината на река Ааре между град Тун и столицата Берн, както и между Цюрихското езеро и река Ройс. Кантонът Вале и местностите около Белиндзона и Лугано също предполагат добро населяване в миналото, но лежат отвъд хелветските граници.
Почти всички келтски опиди били построени в близост до по-големите реки на швейцарските централни територии. Не всички от тях съществували по едно и също време. С едно или две изключения, не са останали сведения за келтските имена на повечето от тях. Когато е запазено предримското наименование, то се поставя в скоби.